# Зимбру (стадион)
„Зимбру“ е многофункционален стадион в гр. Кишинев, Молдова.
Построен е за 27 мес. в периода 2004 – 2006 г. и по официални данни сумата, инвестирана за строежа, е 10 милиона щатски долара. Разполага с капацитет от 10 400 седящи места, всичките покрити с козирка.
Служи като домакински стадион за местните клубове „Зимбру“ и „Дачия“, както и на Националния отбор по футбол на Молдова.